# Корма (Узденский район)
Корма (бел. Карма́) — деревня в Узденском районе Минской области Беларуси. Входит в состав Дещенского сельсовета.

## География
Рядом трасса Р23, пролегает дорога Н9342.
Ближайшие населённые пункты Городище, Малая Дещенка и др.

## История
В 1909 году в Игуменском уезде Дудичской волости Минской губернии.
До 30 октября 2009 год деревня входила в состав Озерского сельсовета.

## Население

### Численность
- 2019 год — 113 человек

### Динамика
- 2009 год — 89 человек (перепись населения)[2]
- 2019 год — 113 человек (перепись населения)